# Serie B d'Eccellenza 1986-1987 (pallacanestro maschile)
La stagione di Serie B d'Eccellenza maschile FIP 1986-1987 ha visto la partecipazione di 16 squadre.
È stato giocato un girone all'italiana con gara di andata e ritorno. Alla fine del campionato, le prime due squadre sono promosse in Serie A2, e le ultime 4 vengono retrocesse in Serie B2.

## Squadre Partecipanti
| Club              | Stagione | Città             | Stadio               | Stagione precedente        |
| ----------------- | -------- | ----------------- | -------------------- | -------------------------- |
| Stamura Ancona    | ...      | Ancona            | ...                  | 4ª nel Girone B di Serie B |
| Aresium           | ...      | Arese             | ...                  | 7ª nel Girone A di Serie B |
| Azzurra Brindisi  | dettagli | Brindisi          | PalaPentassuglia     | 7ª nel Girone B di Serie B |
| Pall. Brindisi    | dettagli | Brindisi          | PalaPentassuglia     | 16ª in Serie A2            |
| Esperia Cagliari  | ...      | Cagliari          | ...                  | 1ª nel Girone B di Serie B |
| JuVi Cremona      | ...      | Cremona           | Palasport Mario Radi | in Serie C                 |
| Montecatini S.C.  | ...      | Montecatini Terme | ...                  | 3ª bel Girone A di Serie B |
| Grifone Perugia   | ...      | Perugia           | ...                  | 15ª in Serie A2            |
| Olimpia Pistoia   | ...      | Pistoia           | ...                  | 4ª nel Girone A di Serie B |
| Pall. Pordenone   | ...      | Pordenone         | ...                  | 5ª nel Girone A di Serie B |
| Forze Armate Roma | ...      | Vigna di Valle    | ...                  | in Serie C                 |
| Master Roma       | ...      | Roma              | ...                  | 5ª nel Girone B di Serie B |
| Dinamo Sassari    | ...      | Sassari           | ...                  | 6ª nel Girone B di Serie B |
| Mens Sana Siena   | ...      | Siena             | ...                  | 14ª in Serie A2            |
| Pall. Trapani     | ...      | Trapani           | ...                  | 3ª nel Girone B di Serie B |
| Robur Varese      | ...      | varese            | ...                  | 6ª nel Girone A di Serie B |

## Stagione regolare

### Classifica
|  | Pos. | Squadra                | Pt | G  | V  | P  | PtF  | PtS  |
|  | ---- | ---------------------- | -- | -- | -- | -- | ---- | ---- |
|  | 1.   | Panapesca Montecatini  | 46 | 30 | 23 | 7  | 3025 | 2864 |
|  | 2.   | Maltinti Pistoia       | 42 | 30 | 21 | 9  | 2571 | 2445 |
|  | 3.   | Fermi Perugia          | 40 | 30 | 20 | 10 | 2491 | 2407 |
|  | 4.   | Ifil Brindisi          | 36 | 30 | 18 | 12 | 2683 | 2570 |
|  | 5.   | Ranger Varese          | 34 | 30 | 17 | 13 | 2509 | 2504 |
|  | 6.   | Mister Day Siena       | 32 | 30 | 16 | 14 | 2529 | 2489 |
|  | 6.   | Master Valentino Roma  | 32 | 30 | 16 | 14 | 2841 | 2801 |
|  | 8.   | Banco Popolare Sassari | 30 | 30 | 15 | 15 | 2416 | 2428 |
|  | 9.   | Sarvin Cagliari        | 28 | 30 | 14 | 16 | 2721 | 2748 |
|  | 9.   | Olio Caruso Trapani    | 28 | 30 | 14 | 16 | 2592 | 2581 |
|  | 9.   | Teorema Arese          | 28 | 30 | 14 | 16 | 2598 | 2581 |
|  | 12.  | Castor Pordenone       | 26 | 30 | 13 | 17 | 2419 | 2440 |
|  | 12.  | Stamura Ancona         | 26 | 30 | 13 | 17 | 2259 | 2234 |
|  | 14.  | Parmalat Brindisi      | 22 | 30 | 11 | 19 | 2342 | 2412 |
|  | 14.  | Mediterranea Cremona   | 22 | 30 | 11 | 19 | 2459 | 2657 |
|  | 16.  | FF.AA. Roma            | 8  | 30 | 4  | 26 | 2237 | 2531 |

Spareggio salvezza: Castor Pordenone-Stamura Ancona 67-65 (giocata l'11 maggio 1987 a Ferrara)
Legenda:

      Promossa direttamente in Serie A2 1987-1988.
      Retrocesse in Serie B2
      Spareggio retrocessione.
 Non iscritta al campionato successivo

### Risultati
| Risultati              | MonT    | PIS    | PER    | PBRI    | VAR     | SIE     | ROM     | SAS    | ARE    | CAG     | TRA     | ANC    | POR    | CRE    | ABRI   | FFAA   |
| ---------------------- | ------- | ------ | ------ | ------- | ------- | ------- | ------- | ------ | ------ | ------- | ------- | ------ | ------ | ------ | ------ | ------ |
| Panapesca Montecatini  |         | 81-95  | 94-76  | 121-106 | 109-96  | 110-107 | 94-81   | 106-94 | 104-97 | 112-106 | 117-118 | 86-78  | 96-89  | 117-91 | 95-91  | 114-91 |
| Maltinti Pistoia       | 88-95   |        | 91-89  | 109-96  | 91-84   | 76-75   | 91-73   | 83-76  | 97-89  | 100-73  | 97-91   | 101-96 | 97-89  | 87-78  | 82-77  | 79-65  |
| Fermi Perugia          | 88-91   | 74-73  |        | 96-93   | 85-75   | 78-85   | 93-89   | 80-73  | 111-97 | 101-78  | 84-88   | 77-67  | 89-86  | 86-59  | 76-70  | 81-72  |
| Ifil Brindisi          | 110-93  | 98-87  | 89-78  |         | 95-79   | 96-82   | 100-76  | 88-93  | 84-92  | 78-68   | 95-83   | 81-79  | 89-79  | 84-65  | 58-63  | 116-73 |
| Ranger Varese          | 108-112 | 74-72  | 69-77  | 102-86  |         | 84-89   | 81-95   | 79-76  | 83-74  | 92-86   | 92-81   | 72-68  | 86-84  | 97-78  | 80-69  | 81-75  |
| Mister Day Siena       | 82-78   | 79-81  | 72-77  | 59-65   | 84-88   |         | 93-87   | 87-72  | 91-81  | 102-96  | 101-100 | 81-74  | 68-76  | 87-76  | 89-75  | 82-75  |
| Master Valentino Roma  | 107-109 | 89-93  | 104-99 | 96-69   | 105-107 | 106-105 |         | 108-98 | 93-88  | 120-101 | 96-97   | 111-88 | 93-111 | 106-95 | 87-85  | 98-92  |
| Banco Popolare Sassari | 96-99   | 77-75  | 69-73  | 83-78   | 91-74   | 81-72   | 91-80   |        | 100-86 | 88-80   | 79-73   | 74-67  | 71-67  | 68-72  | 68-61  | 84-72  |
| Teorema Arese          | 97-94   | 65-81  | 76-78  | 80-82   | 85-91   | 89-103  | 99-94   | 112-97 |        | 98-89   | 91-89   | 0-2    | 97-86  | 102-77 | 111-90 | 121-89 |
| Sarvin Cagliari        | 125-109 | 115-97 | 82-87  | 92-106  | 88-87   | 104-90  | 94-89   | 77-80  | 97-94  |         | 95-84   | 93-78  | 108-93 | 76-70  | 65-76  | 94-88  |
| Olio Caruso Trapani    | 126-117 | 72-76  | 85-95  | 83-78   | 86-88   | 84-70   | 102-105 | 69-60  | 83-85  | 88-93   |         | 72-70  | 85-84  | 96-75  | 81-69  | 87-72  |
| Stamura Basket Ancona  | 83-89   | 62-68  | 85-61  | 83-88   | 75-66   | 80-62   | 87-88   | 88-73  | 82-74  | 90-88   | 88-80   |        | 75-56  | 78-61  | 61-50  | 81-69  |
| Castor Pordenone       | 86-89   | 74-67  | 76-70  | 111-95  | 62-75   | 75-83   | 80-86   | 72-74  | 87-67  | 94-86   | 71-80   | 58-57  |        | 81-75  | 84-74  | 93-81  |
| Mediterranea Cremona   | 98-110  | 100-99 | 78-80  | 111-103 | 86-80   | 66-89   | 84-93   | 82-81  | 87-90  | 83-76   | 96-82   | 98-91  | 76-86  |        | 90-81  | 94-89  |
| Parmalat Brindisi      | 77-85   | 74-68  | 75-69  | 86-101  | 82-72   | 93-86   | 85-93   | 86-78  | 89-90  | 87-101  | 74-83   | 87-74  | 82-64  | 79-82  |        | 83-72  |
| FF.AA. Roma            | 77-97   | 64-69  | 62-82  | 69-76   | 59-67   | 66-74   | 90-83   | 73-70  | 60-69  | 88-95   | 68-64   | 68-71  | 68-76  | 83-76  | 67-74  |        |

## Verdetti
- Promosse in Serie A2:
  - Panapesca Montecatini
Formazione: Marchi, Ranuzzi, Briga, Ingrosso, Boni, Carraria, Niccolai, Roncara, Colantoni, Maguolo. Allenatore: Massimo Masini
  - Maltinti Pistoia
Formazione: Giorgi, Daviddi, Fabris, Biaggi, Paleari, Capone, Della Rosa, Giunti, Bucciol, Baldi. Allenatore: Nicola Salerni
- Retrocesse in Serie B2: Stamura Basket Ancona, Azzurra Brindisi, Mediterranea Cremona, FF.AA. Vigna Di Valle.
- La Pallacanestro Brindisi non si iscriverà al prossimo campionato